# Bear Stearns
Bear Stearns (укр. Беар Стернс, колишній тікер на NYSE: BSC) — до 2008 був одним із найбільших інвестиційних банків і гравців на фінансових ринках світу. Базувався в Нью-Йорку. Акції Bear Stearns входили до фондового індексу S&P 500.
У серпні 2007 банк опинився в центрі кризи іпотечного кредитування. В результаті два хедж-фонда під його управлінням втратили на інвестиціях в іпотечні облігації майже всі гроші клієнтів ($ 1,6 млрд), що викликало паніку на фондовому ринку.
14 березня 2008 ріка фірма оголосила, що потребує термінового фінансування для виконання зобов'язань по виплатах через триваючу в країні кредитну кризу. Федеральна резервна система США та банк JPMorgan Chase погодилися виділити додаткове фінансування. Відразу після цієї новини акції банку впали на 47%.
16 березня банк оголосив, що приймає пропозицію про покупку від JPMorgan Chase за 236 200 000 доларів, або по 2 долари за акцію (14 березня акції Bear Stearns оцінювалися в 30 доларів). Така низька ціна покупки могла свідчити про наявність серйозних боргів у Bear Stearns.